# Libero scambio
Il libero scambio è un sistema di commercio internazionale nel quale merci e servizi possono circolare attraverso i confini nazionali senza barriere doganali, siano di tipo tariffario o non tariffario. 
In un sistema di libero scambio, quindi, le autorità di governo non discriminano tra le importazioni a vantaggio delle produzioni interne, né sovvenzionano le esportazioni di prodotto interno sul mercato internazionale. In assenza di vincoli doganali, le quantità e i prezzi dei beni e servizi commerciati dipendono esclusivamente dalla domanda e offerta, vale a dire dalle cosiddette forze di mercato. 
Più paesi che adottano tali reciproci accordi formano un'area di libero scambio, all'interno della quale i commerci transfrontalieri possono circolare liberi da barriere doganali, ma ciascun paese rimane libero di applicare dazi, tariffe e quote sulle importazioni dai paesi esterni all'area. Nel caso in cui gli accordi tra i paesi prevedano, oltre al libero scambio, l'unificazione delle barriere alle importazioni da paesi terzi si parla di unione doganale.
In senso stretto, la nozione di libero scambio non comprende la circolazione transfrontaliera di capitali e lavoratori (i cosiddetti fattori di produzione), nel qual caso si avrebbe invece un mercato unico. 
La teoria economica prevalente suppone che un paese benefici dal libero scambio anche in senso unilaterale: un paese guadagnerà dal rimuovere tutte le barriere agli scambi transfrontalieri, indipendentemente da quello che fanno gli altri paesi. Malgrado questo postulato teorico, nella realtà sono più spesso siglati accordi di reciprocità bilaterale o multilaterale.
Un esempio di accordi bilaterali di libero scambio è quello tra gli Stati Uniti d'America e la Corea del Sud.
Un esempio di aree di libero scambio è l'accordo nordamericano per il libero scambio.

## Teoria economica e libero scambio
La letteratura riguardante gli effetti del libero scambio sulle economie dei diversi paesi è estremamente ricca, sia sul versante teorico che dal lato delle analisi empiriche. Sebbene vi siano categorie che si avvantaggino e altre che si ritrovino svantaggiate dal libero scambio, vi è una forte preponderanza tra gli economisti contemporanei a ritenere il libero scambio fonte di ricchezza netta per le varie nazioni coinvolte.

### Adam Smith e i vantaggi assoluti
La prima modellizzazione teorica a difesa del libero scambio è, in generale, attribuita ad Adam Smith nella sua opera più nota, La ricchezza delle nazioni (An Inquiry into the Nature and Causes of the Wealth of Nations, 1776), nella quale cerca di contrastare le politiche mercantilistiche affermando che tutti i paesi guadagnerebbero se si specializzassero ciascuno nella produzione dei beni in cui è più efficiente, scambiandosi poi i prodotti finiti tramite il commercio internazionale. Tale principio, basandosi sui vantaggi assoluti, trovava il suo limite nel caso in cui una nazione fosse più efficiente nella produzione di tutti i beni, nel qual caso non avrebbe alcun interesse nel commerciare con altri paesi.

### David Ricardo e i vantaggi comparati
La teoria economica classica ha superato i limiti dell'impostazione di Adam Smith mediante la teoria dei vantaggi comparati, descritta nel 1815 da Robert Torrens nel suo lavoro Saggio sul commercio estero del grano, poco dopo strutturata da David Ricardo nel suo Principi di economia politica e dell'imposta (Principles of Political Economy and Taxation, 1817).
Secondo questo principio, basato su un esempio che considera due paesi (Inghilterra e Portogallo) e due beni (vino e vestiti) e una risorsa produttiva (forza lavoro). Nel suo esempio, sebbene il Portogallo sia più efficiente nella produzione di entrambi i beni, Ricardo mostra che i paesi troverebbero comunque vantaggio a specializzarsi nella produzione del solo bene nel quale godono di un vantaggio comparato, scambiando poi questo bene con l'altro tramite il commercio.

### Heckscher-Ohlin e i fattori di produzione
La teoria, oggi nota come Modello di Heckscher-Ohlin (abbreviato H-O), sviluppata nei primi anni Novanta dagli economisti svedesi Eli Heckscher e Bertil Ohlin, è un'estensione del lavoro di Ricardo. In tale modello i fattori di produzione sono due: capitale e lavoro, mentre nel lavoro di Ricardo era presente un solo fattore di produzione. Il modello H-O prevede quindi due fattori di produzione (lavoro, capitale), due paesi e due beni, ed è per tale ragione talvolta chiamato modello “2x2x2”. 
Assumendo una diversa distribuzione relativa di lavoro e capitale tra i paesi e mantenendo i fattori di produzione non commerciabili tra paesi, il risultato ottenuto da H-O è un equilibrio generale dove i paesi esportano il bene che utilizza più in intensivamente il fattore di produzione relativamente più abbondante. In tal senso, il commercio di beni tra paesi equivale a uno scambio dei fattori di produzione contenuto nei beni, e garantisce l'ottenimento di una soluzione che massimizza i profitti per i detentori dei fattori di produzione.

### New Trade Theory
Con la teoria New Trade si intende una serie di modelli economici di commercio internazionale nel quale sono introdotte economie di scale crescenti e effetti rete tra le imprese della stessa industria. In tale modo, la teoria tende a spiegare la localizzazione delle imprese dello stesso settore in distretti industriale e a giustificare misure di protezione delle industrie nascenti, nel percorso di specializzazione industriale di un paese, o della nascita di un distretto.

## Curiosità
Nel descrivere l'ingenuità della vecchia morale, specialmente quella di Kant, Nietzsche fa ricorso alla teoria del libero scambio. Come quella, infatti, pretende dal singolo quelle azioni che si desiderano da tutti gli uomini... come se ognuno sapesse senz'altro quale maniera d'agire giovi all'umanità, così questa  presuppone che l'armonia generale debba prodursi da sé secondo leggi innate di miglioramento (oggi si direbbe forze di mercato).